# ニュースターラジオ
『ニュースターラジオ』は、MBSラジオ（毎日放送）が2015年度ナイターオフ期間（2015年10月6日 - 2016年3月24日）の毎週火曜日 - 金曜日の夜間に放送していた生ワイド番組。放送時間は、曜日によって若干異なっていた（後述）。
いずれの曜日も、男女1名ずつのコンビで生放送を進行。放送上は、浅越ゴエ（ザ・プラン9）が男性パーソナリティを務める火・水曜日で『浅越ゴエのニュースターラジオ』、亀井希生（毎日放送アナウンサー）が男性パーソナリティを務める木・金曜日で『亀井希生のニュースターラジオ』 というタイトルを使用した。その一方で、公式サイトやtwitter上の公式アカウントでは、番組タイトルを「浅越ゴエと亀井希生のニュースターラジオ」と表記していた。

## 概要
MBSラジオでは、2013年度・2014年度ナイターオフ期間の火 - 金曜18時台 - 20時台に、『茶屋町プレミアムナイト』という番組レーベルの下で複数の自社制作生ワイド番組を放送していた。当番組では、2部構成で放送されていた『茶屋町プレミアムナイト』2014年度版の火 - 金曜第1部（17:59 - 20:00）の一部と第2部（火・水曜日20:00 - 22:00、木曜日20:00 - 21:50、金曜日20:00 - 21:00）の放送枠を統合。「夕食を取ったり、お酒を飲んだりしながら大人が楽しめる」という内容を目指しながら、「テレビのバラエティ番組について行けない」というリスナーに向けて、最新のニュース、スポーツ関連の話題、芸能情報を「たっぷり・しっかり・ゆったり」と伝えていた。
MBSラジオのナイターオフ編成で、スポーツ以外の話題や情報も幅広く扱う自社制作の生ワイド番組を平日の夜間に放送するのは、2011年度の『情報どっか〜んライブ!ホームランラジオ』以来4年振り。番組タイトルに「ニュースター」を冠したのは、次代のMBSラジオを担うことを目されている人物が日替わりで登場すること や、スター（星）の出ている夜間に最新のニュースを扱うことによる。また、全曜日共通のテーマソングとして、「Do You Remember Rock'N'Roll Radio?」（ラモーンズ） を使用していた。
当番組は1シーズンで終了。2016年度のナイターオフ編成では、当番組の放送枠を対象に『スマラジW（ワイド）』という番組レーベルを新設。『茶屋町プレミアムナイト』時代と同様に、自社制作による生放送番組を日替わりで編成した。

## 放送時間
- 火曜日・水曜日：19:30 - 22:00[5]
- 木曜日：19:30 - 21:50[5]
  - 2015年10月8日に、「パイロット版」扱いで21:00 - 21:50に第1回を放送[6]。21:50 - 22:00には、『麻田キョウヤのあ〜まだ木曜日』（2013年度から本年度までナイターオフ期間限定で放送された番組）を編成。
- 金曜日：19:30 - 21:00[5]
  - 2015年10月23日に第1回を放送[7]。21:00 - 22:00には、通年番組『報道するラジオ』の放送を継続[8]。
- MBSラジオでは、全試合がナイトゲームだった2015年のセントラル・リーグ　クライマックスシリーズ　ファイナルステージ（10月14日 - 17日）や2015年の日本シリーズ（10月24日・25日および27日 - 29日）に、『MBSベースボールパーク』としてナイトゲームの中継を優先。その関係で、14日（水曜日）- 16日（金曜日）および27日（火曜日） - 29日（木曜日）には、当番組を全編にわたって休止した[9]。

## 出演者
- 火曜日
  - パーソナリティ：浅越ゴエ
    - この曜日には、『松井愛のすこ～し愛して♥』（MBSラジオ平日午前の生ワイド番組）へコーナーレギュラーとして出演した後に、当番組へ登場する。

  - パートナー：今くるよ
    - 今いくよの逝去（2015年5月28日）まで、今いくよ・くるよの一員として活動。単独で番組にレギュラーで出演するのはテレビ・ラジオを通じても当番組が初めてであった[10]。
- 水曜日
  - パーソナリティ：浅越ゴエ
  - パートナー：玉巻映美（毎日放送アナウンサー）
    - 2015年に毎日放送へ入社。同社制作の番組にレギュラーで出演するのは、テレビ・ラジオを通じても当番組が初めてであった。
    - 当番組への出演をきっかけに、MBSラジオ・朝日放送（ABCラジオ）・ラジオ大阪（OBC）がFM補完放送（ワイドFM）の本放送を始める2016年には、乾麻梨子（ABCアナウンサー）・藤川貴央（OBCアナウンサー）と共に「ワイドFM大使」へ任命[11]。当番組では、同年3月2日放送分で、乾と藤川をスタジオに迎えた。さらに、2015年度版の最終週（3月22日 - 24日）には、従来のAMに加えてワイドFMで放送していた。
- 木曜日
  - パーソナリティ：亀井希生
    - 『情報どっか〜んライブ!ホームランラジオ』でも、この曜日のパーソナリティを務めていた。

  - パートナー：島田珠代
    - 吉本新喜劇の特別公演に出演していた2015年12月上旬には、3日放送分で桜 稲垣早希と酒井藍、10日放送分でシルクと尼神インター・誠子がパートナー代理を務めた。
- 金曜日
  - パーソナリティ：亀井希生
    - この曜日には、『松井愛のすこ～し愛して♥』と『こんちわコンちゃんお昼ですょ!』（MBSラジオ平日午後の生ワイド番組）へコーナーレギュラーとして出演した後に、当番組へ登場した。

  - パートナー：尼神インター・誠子
    - 尼神インターは2015年4月から『松井愛のすこ～し愛して♥』の木曜日にコーナーレギュラーとして出演中。同番組が『茶屋町プレミアムナイト』の第1部に編成されていた2014年度のナイターオフ期間にも「週替わりパートナー」として金曜日に登場することがあった。
    - 2015年11月20日放送分では、誠子に代わって堀川恵美（バスガイド出身のピン芸人）[12] がパートナーを務めた。

### 備考
MBSラジオでは、当番組終了後の2016年4月2日から、毎週土曜日の6:00 - 8:00に『かめばかむほど亀井希生です!』（亀井・島田コンビによる通年放送の生ワイド番組）を編成。当番組木曜版のスタッフが制作に携わる。

## 主なコーナー・企画
コーナータイトルの表記や概要は、公式サイト内の「共通コーナー」「曜日別コーナー」での紹介文に準拠。コーナーの合間には、週替わりで設定する全曜日の共通テーマ（「アイドル」など）に沿った楽曲を随時放送している。

### 全曜日共通
- 「たっぷり紹介!駅売り夕刊紙」
  - 2015年3月27日（金曜日）まで『こんちわコンちゃんお昼ですょ!』[13] で長らく放送されていた夕刊紙の記事紹介コーナー「とれたて 駅売り夕刊紙」を、期間限定で20時台の前半に復活。放送当日に発売の「夕刊フジ」「日刊ゲンダイ」（いずれも大阪本社発行版）「大阪スポーツ」に掲載された記事から、出演者や番組スタッフが注目した話題を詳しく紹介する。なお、放送日が夕刊紙の休刊日と重なる場合には、当日のスポーツ紙の即売版からも記事を紹介する。
- 「今日のごめんなさい」
  - 「リスナーが放送を通じて謝りたい人物やエピソード」をテーマに、リスナーから電子メールやFAXでメッセージを募集。寄せられたメッセージの一部を、エンディングの直前に紹介する。投稿したメッセージが採用されたリスナーには、番組グッズの入浴剤を進呈する。『情報どっか〜んライブ!ホームランラジオ』で放送されていた「今日のやっちゃった大賞」と同様に、「今日謝りたいことを記した懺悔のメッセージを送ることによって、スッキリした気分で明日につなげよう」という趣旨でコーナーを構成している。
- MBSニュース・お天気のお知らせ
  - 『茶屋町プレミアムナイト』から継承するコーナーで、当番組ではオープニングの直後に内包。いずれも、以下の毎日放送アナウンサーが担当する。「MBSニュース」では、担当アナウンサーがストレートニュースを伝える一方で、注目のニュースに簡単な解説を添える。なお、ポストシーズン中に『MBSベースボールパーク』のナイトゲーム中継で当番組の本編を休止する場合でも、当コーナーのみ独立番組として中継終了の直後から10分間放送した。
    - 火曜日：千葉猛
    - 水曜日：大吉洋平・福島暢啓・福本晋悟がシフト勤務の一環で交互に担当[14]
    - 木曜日：水野晶子
    - 金曜日：千葉猛・上田崇順が交互に担当[15]

### 火 - 木曜日
- 「よる9時現在のYahoo!ニュース」
  - 夜9時（21:00）の時報明けに放送。その時点で「Yahoo!ニュース」に掲載されている配信記事から、芸能関連を中心に、注目の話題や速報を伝える。インターネットに接続中のタブレットで「Yahoo!ニュース」を表示しているブラウザの更新ボタンを、浅越（亀井）が押すことによって、記事の紹介を始めることが特徴。

### 日替わり企画
- 火曜日
  - 「本当にあった“どやさ?”な話」（20時台後半）
    - くるよの十八番のギャグである「どやさ?」（「どうなの?」「どうよ?」というニュアンスの京言葉）にちなんだリスナー投稿企画で、リスナーが「どやさ?」と感じたエピソードを募集したうえで、浅越がその一部を紹介する。
    - 放送開始当初のタイトルは「発見ニュースター それってどやさ?」で、世間で話題になっている人物・サービス・グッズを「ニュースター」として浅越が紹介。そのうえで、くるよが十八番のギャグである「どやさ?」で「ニュースター」を評価していた。また、くるよが最高の評価を示す場合には「ええやんかいさ!」と叫ぶ趣向になっていた。

  - 「くるよスター人名辞典」（「よる9時現在のYahoo!ニュース」の後に放送）
    - 「当番組オリジナルの『スター人名事典』を作る」という想定で、くるよが長い芸能生活の間に出会ったお笑い芸人仲間や著名人から、毎回1名の素顔やエピソードを紹介する企画。第1回放送では、くるよ自身を取り上げた。
    - MBSラジオのYouTube公式チャンネルでは、当コーナーの放送直後から、放送済みの音源を配信。当番組の公式サイトに設けられた 「バックナンバー」のページ には、明石家さんまを取り上げた第2回（2015年10月13日放送分）以降の音源を公開している。
- 水曜日
  - 「玉巻ふしぎ発見!」（20時台後半）
    - MBSテレビでも放送しているTBS制作の同名クイズ番組さながらに、新人アナウンサーの玉巻が、“茶屋町のミステリーハンター”と称して（当番組を放送している）毎日放送本社の社内や周辺地域の「ミステリー」を調査・紹介する。

  - 「浅越ゴエの世界」（「よる9時現在のYahoo!ニュース」の後に放送）
    - 「浅越ゴエの・浅越ゴエしか分からない・浅越ゴエの世界を知っていただく」という触れ込みの実験コーナー。ただし実際には、立命館大学の学生時代に（毎日放送など）複数の放送局のアナウンサー試験を受けた経験を持つ浅越が、自身のプロデュースによる週替わりの課題・企画（玉巻が知らないゲストをスタジオに招いてインタビュアーを任せる企画「映美の部屋」など）を玉巻に即興で挑戦させている。
- 木曜日
  - 「木曜、愛の妄想劇場」
    - 2015年10月15日放送分から開始。恋愛の妄想にまつわる架空の物語をリスナーから募集したうえで、妄想が好きなことを自認する亀井と島田が、その一部を妄想たっぷりに紹介する。当初は「よる9時現在のYahoo!ニュース」の後で放送されていたが、同年11月5日放送分から20時台の後半に変更。
    - MBSラジオのYouTube公式チャンネルでは、火曜日の「くるよスター人名辞典」と同じ要領で、当コーナーの放送済み音源を配信。当番組の公式サイトに設けられた 「バックナンバー」のページ には、第2回（2015年10月22日放送分）以降の音源を公開している。

  - 「亀井も知らない世界～裏カメ～」
    - 亀井によるリポート企画で、2015年10月15日放送分から開始。趣味の多い亀井でも知らないようなジャンルを対象に、放送日までの1週間に取材した模様を、収録音源を交えながら紹介する。当初は、興味のあるジャンルと、全く興味のないジャンルを交互に取材することを想定していた。
    - 当初は20時台後半に放送されていたが、同年11月5日放送分から「よる9時現在のYahoo!ニュース」の後に変更。また、関西での生活が（放送開始時点で）29年になる名古屋市出身の亀井が、大阪市内で今までに利用したことのない駅の周辺を取材する企画「ブラカメ」を放送するようになった。
- 金曜日
  - 「教えて!社労士さん」
    - ニッポン放送（LF）制作の期間限定番組で、2015年12月4日から2016年2月まで『MBSニュース』の直前に10分間内包。『八嶋智人 今夜もオトパラ!』（当番組の時間帯にNRN32局ネットで放送するLF制作の生ワイド番組。八嶋は金曜パーソナリティ）でアシスタントを務める荘口彰久を進行役として、社会保険労務士をゲストに迎える。
    - 『今夜もオトパラ!』内では19:43頃から放送。同番組の本編非ネット局では、MBSラジオのほかに、STVラジオ・KBCラジオでも自社制作の生ワイド番組に1コーナー扱いで内包している。ただし当番組では、編成上の都合で放送しない週や、同番組から1週遅れで放送する期間がある（今夜もオトパラ!#ネット局に詳述）。

  - 「亀井希生の“とろくせゃあ”ニュース BEST10」
    - 放送週に発売の夕刊紙や週刊誌から、名古屋市出身の亀井が「（常識的に読むと）馬鹿馬鹿しい」と感じた10項目の記事について、番組独自の順位を付けたうえで見出しを中心に紹介。「馬鹿馬鹿しい」という意味の名古屋弁である「とろくせゃあ」をタイトルに入れている[16] ほか、『ザ・ベストテン』（かつてMBSテレビでも放送していたTBS制作の音楽番組）のオープニングテーマや歌手登場時のオーケストラ演奏音を随所に用いている。
    - 10位から2位までの記事については、該当する記事の見出しを亀井が順に紹介。1位の記事および、10位から2位までの見出しでパートナーが関心を持った記事については、「たっぷり紹介!駅売り夕刊紙」と同様に内容を詳しく取り上げる。

## 特別企画
- 2015年12月21日に「MBSマンデースペシャル」枠にて、森脇健児と尼神インター・渚が出演する『森脇健児のあんちニュースターラジオ』を放送。